# Фермерсько-Громадянський Рух
Фермерсько-Громадянський Рух (нід. BoerBurgerBeweging, [buːrˈbʏr.ɣərbəˈʋeː.ɣɪŋ]; BBB) — аграрна та правопопулістська політична партія в Нідерландах. Штаб-квартира знаходиться в місті Девентер, провінції Оверейсел. Нинішнім лідером партії є засновниця Каролін ван дер Плас, яка очолює її з моменту створення в 2019 році.

## Історія партії
Партія BBB була заснована у жовтні 2019 року журналісткою сільськогосподарського напряму Кароліною ван дер Плас разом із Вімом Грутом Керкампом та Хенком Вермеєром з маркетингової компанії ReMarkAble під час масових протестів фермерів, що відбулися раніше того ж місяця. 17 жовтня 2020 року Ван дер Плас була одноголосно обрана головою партії.
Партія брала участь у виборах до Палати представників Нідерландів 2021 року з Ван дер Плас як лідером партії. Партія отримала 104 319 голосів (1,0 %) і таким чином отримала одне місце в Палаті представників.
BBB перемогла на провінційних виборах у Нідерландах у 2023 році, отримавши більшість голосів виборців і найбільшу кількість місць у всіх дванадцяти провінціях. Враховуючи, що провінційні ради обирають Сенат Нідерландів, прогнозувалося, що партія отримає 17 місць на виборах до Сенату Нідерландів у 2023 році, проте після виборів вона отримала 16 місць, що стало найбільшим показником серед усіх партій.
1 вересня 2023 року колишні депутати від JA21 Нікі Поув-Вервей і Дерк Ян Еппінк та колишня депутатка PVV Ліліан Хелдер приєдналися до парламентської групи BBB напередодні парламентських виборів 2023 року, збільшивши кількість місць у BBB вчетверо — з 1 до 4 місць.
25 жовтня було оголошено, що Джаспер Рекерс, який займав 13 місце у списку кандидатів на виборах до нижньої палати парламенту, не займе свого місця, якщо його оберуть, після того, як стало відомо, що під час коронакризи він назвав багатьох політиків «педофілами», «фармацевтичними повіями» в Твіттері.

## Ідеологія та платформа
BBB переважно аграрна та правопопулістська політична партія, яка, яку зазвичай відносять до правого крила політичного спектру. Партію додатково описували по-різному як консервативну, християнсько-демократичну, правоцентристську, центристську та частково лівоцентристську. Хоча сама партія не є ультраправою, деякі вчені та журналісти стверджують, що її підтримують ультраправі елементи. BBB стала більш правішою після того, як члени PVV і JA21 приєдналися до фракції BBB у вересні 2023 року.
BBB стверджує, що представляє інтереси громадян, сільських жителів, аграрного сектору, рибальства, садівництва та мисливців. Партія звинувачує національну політику в Нідерландах у «неспроможності створити стале та довгострокове бачення розвитку та збереження сільської місцевості з усіма її унікальними характеристиками, традиціями, способом життя та культурним ландшафтом». Партія хоче «зупинити розпродаж нашого села». Крім того, партія хоче зменшити розрив між містом і селом, відновити довіру громадян до влади та боротися з соціальною нерівністю.
В європейській політиці партія вважається євроскептиком. BBB підтримує членство Нідерландів у Європейському Союзі (ЄС) з торговельними цілями, але хоче зменшити владу ЄС «до рівня, який колись передбачався для ЄЕС», і виступає проти федералізації ЄС. Партія стверджує, що кожна країна і регіон в межах ЄС повинні мати можливість зберігати свою ідентичність і культуру без втручання.
Щодо зовнішньої політики, партія підтримує членство Нідерландів в НАТО і закликає надати Україні винищувачі F-16.
Щодо імміграції та надання притулку, то партія підтримує розміщення біженців, які втікають від воєн, але вважає за краще надавати їм допомогу в регіоні, звідки вони походять, а не заохочувати міграцію до Нідерландів, і пропонує повернути більшість біженців додому після закінчення конфлікту. Вона також закликає до того, щоб іммігранти вже були працевлаштовані та фінансово самодостатніми перед переїздом до Нідерландів, і вони повинні вивчити голландську мову, працювати та сплачувати податки в Нідерландах протягом щонайменше п'яти років, перш ніж отримати право на постійне проживання в країні. Партія підтримує депортацію нелегальних іммігрантів.
Партія заявляє, що підтримує як продовольчу політику, так і розвиток сільських територій. Вона виступає проти пропозицій уряду Рютте щодо пом'якшення антропогенного впливу на азотний цикл після азотної кризи в Нідерландах.
Лідер партії Каролін ван дер Плас заявила, що Партія захисту тварин та організація із захисту прав тварин Wakker Dier є двома найбільшими ворогами BBB, і що партія використовує свою присутність у соціальних мережах, щоб представити альтернативну точку зору.
На загальних виборах у Нідерландах 2021 року партія зосередила свою кампанію на питаннях, важливих для сільських та аграрних виборців, включаючи обіцянки щодо створення «Міністерства сільської місцевості», розташованого щонайменше за 100 кілометрів від Гааги, та зняття заборони на неонікотиноїди. Партія закликала ухвалити Закон про право на сільське господарство, який дозволив би фермерам мати більше голосів у питаннях розширення сільськогосподарського виробництва, у відповідь на місцеву опозицію свинарству і козівництву через громадську охорону здоров'я, та впливу сільського господарства на екологію.
У передвиборчій програмі «Gezond Verstand voor een Gezond Platteland» на виборах до Палати представників 2021 року позиції ВВВ були перераховані на основі восьми стовпів: ґрунт, рослини, тварини, фермери, громадяни, економіка, освіта, суспільство.

## Результати виборів

### Палата представників
| Вибори   | Провідний кандидат    | Голосів | %            | Місць   | +/–  | Уряд     |
| -------- | --------------------- | ------- | ------------ | ------- | ---- | -------- |
| 2021 рік | Кароліна ван дер Плас | 104,319 | 1,00 (16-те) | 1 / 150 | нова | Опозиція |

### Сенат
| Вибори   | Провідний кандидат | Голосів | Вага   | %           | Місць   | +/–  | Уряд     |
| -------- | ------------------ | ------- | ------ | ----------- | ------- | ---- | -------- |
| 2023 рік | Ілона Лагас        | 137     | 36 976 | 20,66 (№ 1) | 16 / 75 | нова | Опозиція |

### Провінційні ради
| Вибори   | Голосів   | %            | Місць     | +/–  |
| -------- | --------- | ------------ | --------- | ---- |
| 2023 рік | 1 479 695 | 19.23 (1-ше) | 137 / 572 | нова |

| Провінція          | Голосів (%) | Результат (місць) |
| ------------------ | ----------- | ----------------- |
| Дренте             | 33.51       | 17 / 43           |
| Флеволанд          | 20.81       | 10 / 41           |
| Фрісландія         | 27,86       | 14 / 43           |
| Гелдерланд         | 23.57       | 14 / 55           |
| Гронінген          | 23.56       | 12 / 43           |
| Лімбург            | 18.47       | 10 / 47           |
| Північний Брабант  | 18.21       | 11 / 55           |
| Північна Голландія | 13.76       | 8 / 55            |
| Оверейсел          | 31.27       | 17 / 47           |
| Південна Голландія | 13.74       | 9 / 55            |
| Утрехт             | 13.18       | 7 / 49            |
| Зеландія           | 19.75       | 9 / 39            |